# Босна и Херцеговина на Светском првенству у атлетици на отвореном 1997.
Босна и Херцеговина је на Светском првенству у атлетици на отвореном 1997. одржаном у Атини (Грчка) од 20.а до 10. августа, учествовала трећи пут под овим именом са двоје атлетичара, који су се такмичили у две дисциплине.,
На овом првенству Босна и Херцеговина није освојила ниједну медаљу, а атлетичарка Дијана Којић је поправила лични рекорд.
И после овог првенства Босна и Херцеговина се налазила у групи земаља које нису освајале медаље на светским првенствима.

## Учесници
| Мушкарци: - Елвир Крехмић — Скок увис, АК Зеница из Зенице | Жене: - Дијана Којић — 400 м АК Слобода Техноград из Тузле |  |

## Резултати

### Мушкарци
| Атлетичар     | Лични рек. | Дисциплина | Квалификације | Квалификације | Финале               | Финале   | Детаљи |
| Атлетичар     | Лични рек. | Дисциплина | Резултат      | Место         | Резултат             | Место    | Детаљи |
| ------------- | ---------- | ---------- | ------------- | ------------- | -------------------- | -------- | ------ |
| Елвир Крехмић | скок увис  | 2,10д      | 2,23          | 12. у гр. А   | Није се квалификовао | 24. / 35 |        |

### Жене
| Атлетичарка  | Лични рек. | Дисциплина | Квалификације | Квалификације | Четвртфинале          | Четвртфинале          | Полуфинале            | Полуфинале            | Финале                | Финале        | Детаљи |
| Атлетичарка  | Лични рек. | Дисциплина | Резултат      | Место         | Резултат              | Место                 | Резултат              | Место                 | Резултат              | Место         | Детаљи |
| ------------ | ---------- | ---------- | ------------- | ------------- | --------------------- | --------------------- | --------------------- | --------------------- | --------------------- | ------------- | ------ |
| Дијана Којић | 400 м      |            | 55,06 ЛР      | 7. у гр. 4    | Није се квалификовала | Није се квалификовала | Није се квалификовала | Није се квалификовала | Није се квалификовала | 35. / 38 (39) |        |